# Chiesa di Santa Maria De Foras
La chiesa di Santa Maria De Foras è una chiesa di Campobasso.
Abbiamo notizie della chiesa e del convento nel XIV secolo a proposito del terremoto del 1348 e degli spostamenti di alcuni abati.
La chiesa attuale, rifatta completamente negli anni 1969-1970, è delle stesse proporzioni di quella antecedente, stessa anche la campana fusa ad Agnone nel 1822. Internamente sono visibili le statue dell'Assunta e di San Rocco entrambe opere di Paolo Saverio Di Zinno ed il San Cristoforo di Emilio Labbate del 1890. 
Attualmente dipende dalla Parrocchia dei SS. Angelo e Mercurio di Campobasso.